# 渡利璃稳
渡利璃稳（日语：／ Watari Rio，1991年9月19日—），日本女子摔跤运动员。她曾代表日本参加2014年亚洲运动会摔跤比赛，获得一枚金牌。她也曾参加2016年夏季奥林匹克运动会。